# Версикул

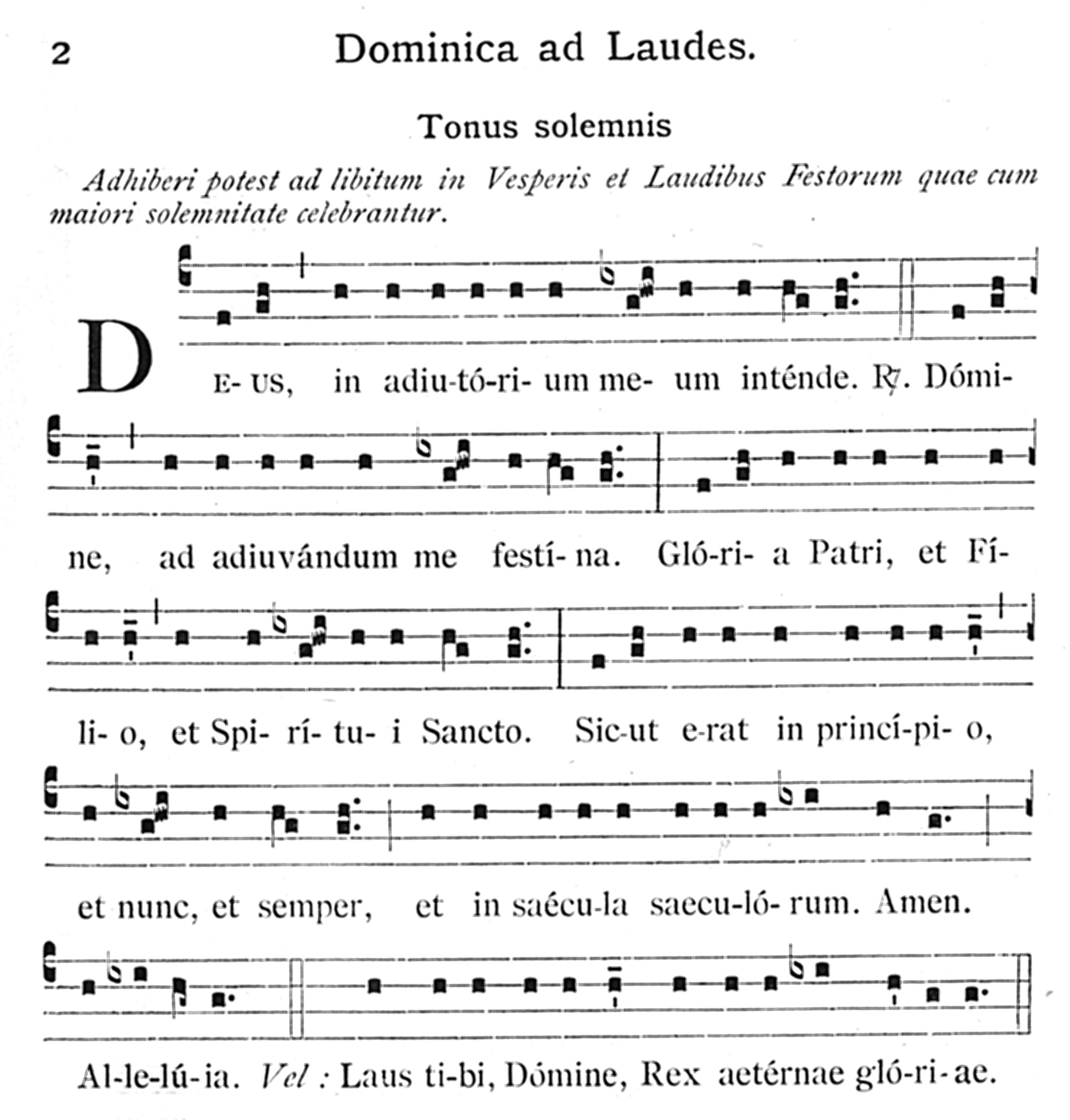
Верискул "Deus, in adiutorium meum intende", использующийся в начале лауд (утренней службы)

Верси́кул (лат. versiculus, дословно — «стишок») в традиционном католическом богослужении — краткий формульный распев, жанр григорианики. Для версикулов обычна парная структура: полустишия исполняются респонсорно (первое полустишие распевает солист, второе — хор). В певческих книгах и старинных нотных рукописях первое (сольное) полустишие обозначается символами «V» или «℣», а второе (хоровое) — символом ℟ (от лат. responsum — ответ).
Наиболее характерно версикулы использовались для начала и окончания служб оффиция. В начале первой (самой ранней по времени) службы — утрени — перед инвитаторием звучал версикул на текст знаменитого Псалма 50: Domine labia mea aperies (дословно — «Господи, отверзи губы мои») с ответом Et os meum annuntiabit laudem tuam («И уста мои возвестят хвалу Тебе»). Версикул со стихом из Псалма 70 Deus in adiutorium meum intende («Боже, поспеши мне на помощь») с ответом Domine ad adiuvandum me festina («Господи, не замедли помочь мне») начинал каждую службу, кроме первой. В конце каждой из служб и в мессе без Глории распевался версикул Benedicamus Domino («Благословим Господа») с ответом Deo gratias («Слава Богу»). В мессе с Глорией на ту же формулу пелся (с тем же ответом) другой версикул — Ite missa est.
Помимо начала и конца служб версикулы использовались в разных местах оффиция. Среди самых ходовых — Dominus vobiscum («Господь с вами») с ответом Et cum spiritu tuo («И со духом твоим»), который звучал (неоднократно) в блоке молитв (т.наз. Preces). Версикулом обычно завершалось пение гимна и краткого респонсория (responsorium breve). В службах Тёмной утрени версикулом отделялся блок псалмов от последующих распевов внутри каждого ноктурна и лауд.
Стилистически и композиционно-технически близки версикулам католические (дореформенные) литании, например, знаменитая Лоретанская литания.
Версикулы (англ. versicles) используются также в англиканской литургии.